# Dramat groteskowy
Dramat groteskowy – odmiana dramatu nowoczesnego, uprawiana w ramach teatru absurdu. Cechuje ją: zanik tradycyjnej akcji, sprowadzonej do ciągu luźnych, bezsensownych scen, w których działania postaci pozbawione są motywacji psychologicznej. Dramat ten posługuje się groteską, parodią, pure nonsensem, wyszydzając szablony językowe i konwencjonalne formy literackie. Występowanie obok siebie scen komicznych i dramatycznych.
Prekursorami gatunku byli twórcy francuscy końca XIX wieku: Alfred Jarry i Guillaume Apollinaire. Do przedstawicieli w XX wieku. należą:
- na świecie
  - Samuel Beckett – Czekając na Godota
  - Eugène Ionesco – Łysa śpiewaczka
  - Jean Genet – Balkon, Murzyni
- w Polsce
  - Stanisław Ignacy Witkiewicz – Szewcy
  - Witold Gombrowicz – Operetka
  - Sławomir Mrożek – Tango
  - Tadeusz Różewicz – Kartoteka